# Haoussaré
Haoussaré est une localité du Cameroun située dans l'arrondissement de Petté, le département du Diamaré et la région de l’Extrême-Nord. Elle fait partie du canton de Fadaré.

## Population
Lors du recensement de 2005, on y a dénombré 273 personnes.